# Arses (genre)
Pour les articles homonymes, voir Arses.
Genre
Arses est un genre d'oiseaux de la famille des Monarchidae. Il comporte quatre espèces de Monarques.

## Liste des espèces
Selon la classification de référence du Congrès ornithologique international (version 10.1, 2020) :
- Monarque à froc roux - Arses insularis - (Meyer, AB, 1874)
- Monarque à collerette - Arses telescopthalmus - (Lesson, R & Garnot, 1827)
- Monarque ruché - Arses lorealis - De Vis, 1895
- Monarque sanglé - Arses kaupi - Gould, 1851